# Simití
Simití – miasto w Kolumbii, w departamencie Bolívar.